# Raymond Schwartz

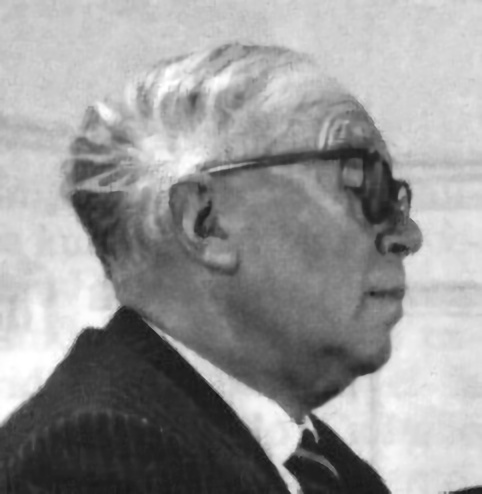
Raymond Schwartz

Raymond Schwartz (* 8. April 1894 in Metz; † 14. Mai 1973) war ein französischer Esperantoschriftsteller und Bankdirektor.

## Leben
Schwartz lernte schon vor dem Ersten Weltkrieg Esperanto und gründete 1913 einen Esperantoklub in seiner Geburtsstadt. 1920 gründete er das Esperantokabarett La Verda Kato, das er bis 1926 führte. 1949 war er Mitbegründer der Tri Koboldoj, die bis 1956 existierten.
Schon 1912 veröffentlichte Schwartz Gedichte in Tutmonda Espero. In der Zwischenkriegszeit veröffentlichte er in verschiedenen Zeitschriften, vor allem in Literatura Mondo, und schrieb zwei Gedichtbände. Von 1933 bis 1935 gab er die Satirezeitschrift La Pirato heraus.
Nach dem Zweiten Weltkrieg veröffentlichte er seinen großen Roman Kiel Akvo de l' Rivero, in dem er teilweise autobiographisch das Leben eines jungen Franzosen aus dem deutsch-französischen Grenzgebiet darstellt, der nach seinem Schulabschluss für einige Zeit nach Berlin kommt, bei Kriegsausbruch 1914 aus Berlin fliehen muss. Durch die Besetzung Frankreichs im Zweiten Weltkrieg gerät er in die Résistance, überlebt den Krieg und begegnet in Paris schließlich einer Berliner Jugendliebe.
Schwartz galt in der Zwischenkriegszeit als das enfant terrible der Esperantisten, weil er alle Auswüchse esperantistischer Schwärmerei aufs Korn nahm und für seine Satiren verwandte. Dabei war seine Darstellung nie verletzend, so dass schließlich auch die etwas zu 'grünen' samideanoj über sich selbst lachen konnten. „Ein Volk, das sich nicht traut, sich über sich selbst lustig zu machen, ist noch nicht reif“ war einer seiner Lieblingssprüche. Seit dieser Zeit hat Schwartz den Ruf des großen Humoristen, der ein wenig den Blick verstellt auf seine ernsten Seiten, die in der Novellensammlung Vole… Novele und vor allem in seinem Roman Kiel Akvo de l' Rivero zu finden sind. Aber auch hier blitzt sein Schalk immer wieder in absurden Nebenfiguren auf.
Sein Gespür für Wort- und Lautspiele im Esperanto und sein Talent, mit ihnen auf intelligente und lustige, aber niemals verletzende Weise manch seltsame Umtriebe in der Esperantobewegung auf seine Feder zu spießen, gilt bis heute als einzigartig.

## Werke
- Verdkata Testamento (Gedichte, 1926)
- Anni kaj Montmartre (Kurzroman, 1930)
- La Stranga Butiko (Gedichte, 1931)
- La Ĝoja Podio (Gedichte, 1949)
- Kiel Akvo de l' Rivero (Roman, 1963)
- Vole… Novele (Novellen, 1971)
- Kun siaspeca spico (Aufsätze, 1971)